# Camos (Nigrán)
Camos (llamada oficialmente Santa Baia de Camos) es una parroquia gallega del municipio pontevedrés de Nigrán,  en España

## Etimología
Este lugar está registrado como Camones y Camões en la documentación medieval en gallego. Esta forma Camones tiene un origen prerromano. De este topónimo deriva el apellido del célebre poeta portugués Luís de Camões.

## Geografía
Tiene una superficie de 6,58 km ². Según el nomenclátor de 2018, la parroquia comprende 16 entidades de población:
- A Carballeira
- A Cruz
- A Florida
- A Lama
- A Levada
- A Reboreda
- Arrotea (A Arrotea)
- As Pedras
- A Urxeira
- Balinfra
- Fontenla
- Lourintín
- Marín
- O Carballal
- O Castelo
- O Chouso
- O Escampado
- O Rial
- O Seixo
- O Sobral
- Piñeiros
- San Roque
- Suncido
- Touza (A Touza)
- Vilar

## Demografía
A 1 de enero de 2018 la población de la parroquia de Camos ascendía a 1.411 habitantes, 695 hombres y 716 mujeres.

### Población por núcleos de población
| Núcleos de población | Habitantes (2018) | Varones | Mujeres |
| -------------------- | ----------------- | ------- | ------- |
| Arrotea              | 147               | 71      | 76      |
| O Carballal          | 153               | 73      | 80      |
| A Carballeira        | 86                | 42      | 44      |
| O Castelo            | 0                 | 0       | 0       |
| A Cruz               | 154               | 72      | 82      |
| Fontenla             | 55                | 27      | 28      |
| A Lama               | 93                | 43      | 50      |
| A Levada             | 27                | 15      | 12      |
| Marín                | 158               | 85      | 73      |
| As Pedras            | 99                | 48      | 51      |
| Piñeiros             | 60                | 33      | 27      |
| A Reboreda           | 16                | 8       | 8       |
| O Rial               | 82                | 36      | 46      |
| O Sobral             | 35                | 23      | 12      |
| Touza                | 84                | 43      | 41      |
| Vilar                | 162               | 76      | 86      |

## Transportes
| Autobuses interurbanos operados por ATSA con Parada en Camos | Autobuses interurbanos operados por ATSA con Parada en Camos |
| ------------------------------------------------------------ | ------------------------------------------------------------ |
| 1D                                                           | Bayona - La Ramallosa - Camos - Nigrán - Vigo                |